# Maria Ghira
Maria Cândida Franco Ghira foi uma aviadora portuguesa. No dia 10 de março de 1947, com vinte e seis anos, tornar-se-ia na primeira mulher a receber as asas de piloto particular por intermédio da Escola de Pilotagem do Aero Club de Portugal, a bordo de um Tiger Moth. Anos mais tarde, seria também a primeira mulher a exercer a profissão de instrutora de condução automóvel, tendo criado a primeira escola automobilística feminina.